# Tinodes fratakara
Tinodes fratakara är en nattsländeart som beskrevs av Schmid 1959. Tinodes fratakara ingår i släktet Tinodes och familjen tunnelnattsländor. Inga underarter finns listade i Catalogue of Life.